# Patient de Metz
Patient est le quatrième évêque de Metz, succédant à Félix au IVe siècle. Saint chrétien, il est fêté le 8 janvier.

## La légende
Patient est originaire d’une famille noble grecque, il rencontre l’apôtre Jean lors d’un voyage de celui-ci en Asie-Mineure et décide de le suivre.
Selon une première version de la légende c’est du vivant de son prédécesseur Félix ; qu’un jour Dieu le choisit pour aller prêcher l’évangile. Dans un autre récit, c’est l’apôtre Pierre qui demande à Jean d’envoyer un émissaire car les siens Clément, Céleste et Félix sont tous trois morts depuis un certain temps déjà, laissant sans pasteur l’Église naissante.
Patient refuse dans un premier temps de quitter Jean, puis il accepte à condition de pouvoir emporter une relique de son maître. L’évangéliste porte alors la main à sa bouche et en retire une dent qu’il remet à Patient en lui annonçant qu’il saura miraculeusement parler la langue des habitants de Metz quand il approchera de cette cité. Patient est consacré évêque par Jean, puis il se met en route muni de sa précieuse relique.
Il élève une basilique au sud de la ville où il dépose la dent de Jean, douze fragments des vêtements des apôtres et d’autre reliques. Patient aurait ainsi fondé l’église Saint-Jean-Évangéliste (ou Saint-Jean-Baptiste?) qui deviendra plus tard Saints-Apôtres puis l’ancienne abbaye hors les murs de Saint-Arnould (à l’emplacement de l’actuel hôpital Notre-Dame-de-Bon-Secours).
Il décède sous le règne du Pape Hygin et des empereurs Hadrien et Antonin, vers l’an 157. On dit qu’il a été enterré dans l’église Saint-Jean qu’il avait fondé. En 1193 on a exhumé ses reliques qui ont été placées dans une châsse près de l’autel. Elles y étaient encore avant la Révolution française.

## Analyse
Cette tradition, qui fait remonter la fondation de l’évêché de Metz au temps des premiers apôtres est en contradiction avec les autres sources qui la datent du IIIe siècle.
La légende qui fait de Patient un proche de Jean aurait été forgée par des moines de l’abbaye Saint-Arnould, en réaction aux récits créés par le chapitre de l’abbaye Saint-Clément entre les Xe et XIVe siècles pour faire de Clément de Metz le fondateur de leur ordre. La concurrence étant forte entre les deux abbaye messines, Saint-Arnould souhaitait elle aussi se donner une fondation apostolique. Elle aurait choisi Patient, quatrième évêque dont la Gesta episcoporum Mettensium (ru) écrite par Paul Diacre vers 783 ne citait que le nom, car Céleste et Félix, les deuxième et troisième évêques, étaient déjà les acteurs de la saga de saint Clément.